# One North Wacker
One North Wacker è un grattacielo di Chicago, Illinois.

## Caratteristiche
Inaugurato nel 2002, l'edificio è alto 199 metri ed ha 50 piani. I servizi dell'edificio, destinati agli impiegati che lavorano negli uffici all'interno della torre, sono un garage sotterraneo a due piani, un bar, un centro fitness, una sala conferenze e un negozio di alimentari.